# Vojenský historický ústav Praha

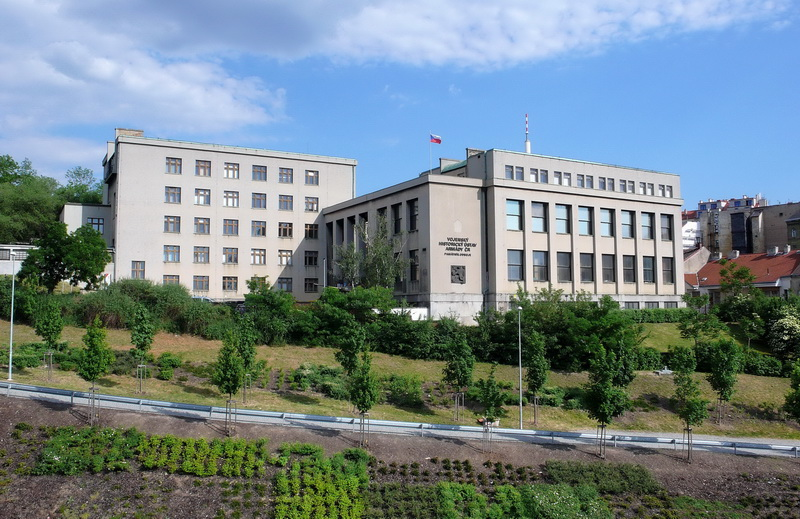
Vojenský historický ústav Praha, budova Armádního muzea Žižkov

Vojenský historický ústav Praha (zkráceně VHÚ či VHÚ Praha) je muzejní, vědeckovýzkumné a knihovní zařízení Ministerstva obrany České republiky. Jeho posláním je soustavně a cílevědomě shromažďovat písemné a hmotné památky především k dějinám českého i československého vojenství a armády, odborně o tyto fondy a sbírky pečovat, vědecky je zkoumat, zpracovávat a zpřístupňovat je veřejnosti.
Výsledky této práce prezentuje VHÚ Praha především v muzejní a výstavní činnosti, dále v knihovnických službách, v knižních a časopiseckých publikacích, na vědeckých konferencích a seminářích, v historickém servisu vojenským útvarům, ústavům a zařízením a ve službách veřejnosti.
Nejdůležitější součástí VHÚ Praha jsou muzea a výstavní prostory. Jde o Armádní muzeum Žižkov, Letecké muzeum Kbely, Vojenské technické muzeum Lešany a další externí výstavní prostory. Vědeckovýzkumná činnost VHÚ je prioritně zaměřena na zkoumání a dokumentaci historie českého a československého vojenství včetně problematiky 1., 2. a 3. odboje.

## Historie

### Po roce 1918
Po vzniku samostatného československého státu v roce 1918 si byli jeho nejvyšší představitelé, v čele s prezidentem republiky T. G. Masarykem, vědomi nutnosti vytyčit a rozvíjet politické i vojenské tradice republiky, vědecky je zpracovat a zachytit je také v muzejní expozici.
Již v roce 1919 byl při Ministerstvu národní obrany zřízen Památník odboje, který zpočátku působil jako poradní sbor při soustřeďování písemných a hmotných památek na čs. odboj v období 1. světové války. Jak množství památek rostlo, zejména v souvislosti s návratem legionářů z Ruska, přestávala jeho skromná organizační struktura vyhovovat. Proto došlo k přeměně poradního sboru na oddělení MNO a poté na samostatnou instituci, Archiv legií.
Archiv našel dočasně útočiště v budově Národního muzea a jeho sbírky byly provizorně umístěny na různých místech v Praze. Muzejní předměty se soustřeďovaly na zámku v Troji, tzv. obrazárna legií v letohrádku Hvězda, fotoarchiv a filmový archiv v Trojické ulici. V roce 1919 byl také založen Archiv národního osvobození, o rok později Vojenský archiv RČS a Vojenské muzeum RČS, které bylo zřízeno při Čs. vojenském ústavu vědeckém a soustřeďovalo památky vzniklé před rokem 1914.

### Vznik Památníku osvobození
V roce 1929, symbolicky k výročí vzniku republiky, došlo 28. října ke sloučení těchto institucí v jeden vědecký ústav s novým názvem Památník osvobození. Instituce byla umístěna v nově postaveném komplexu budov na úpatí Vítkova, jen část vojensko-historických muzejních sbírek zůstala v budově Invalidovny v Karlíně.
Areál budov na úpatí vrchu Vítkova byl vybudován v letech 1927–1929 podle návrhu architekta Jana Zázvorky (1884–1963), bývalého čs. legionáře v Rusku. Na vrcholu Vítkova současně probíhala výstavba Pantheonu národního osvobození, před nímž měla stát jezdecká socha Jana Žižky z Trocnova od sochaře Bohumila Kafky. Patheon měl být slavnostně otevřen 28. října 1938, vzhledem k politické situaci k tomu již nedošlo. Definitivně byl dokončen a otevřen v roce 1950. V této době však měl již zcela jiné poslání.
Historie vyměřila Památníku osvobození pouhou jednu dekádu existence. Tato instituce přesto velmi úspěšně stavěla na zakladatelském úsilí svých předchůdců. Sledovala moderní trendy vojensky zaměřeného muzejnictví a historického výzkumu. Tím si vybudovala pevné postavení v české meziválečné kulturně-společenské sféře.
Po nacistické okupaci českých zemí v roce 1939 se Památník osvobození stal předmětem likvidačních zásahů. Byl označen za nositele “legionářské ideologie” a jako součást rušeného MNO byl celý areál (administrativní část, budovy muzea a archivu) prohlášen za majetek německého wehrmachtu. V srpnu 1939 komplex budov zabralo gestapo a byla zde umístěna tzv. Kriegswissenschaftliche Verbindungstelle, která spravovala záležitosti muzejní, archivní a knihovní. Její součást tvořilo oddělení pro zřízení německého Vojenského muzea (Heeresmuseum Prag).
Toto muzeum, jež mělo být odbočkou německého Vojenského muzea ve Vídni, bylo od roku 1940 budováno ve Schwarzenberském paláci na Hradčanech, kam se přestěhovaly i muzejní sbírky ze Žižkova a z Karlína. Na sklonku války Němci část sbírkových předmětů vyvezli za hranice, ale po válce se je, až na výjimky, podařilo získat zpět.
Během okupace byli někteří vedoucí pracovníci Památníku zatčeni a uvězněni, mnozí bývalí zaměstnanci, kteří zůstali na svobodě, se zapojili do odboje.

### Po roce 1945
Po roce 1945 se přímým pokračovatelem bývalého Památníku osvobození stal nově zřízený Vojenský historický ústav (rozdělený na Památník osvobození a Vojenské muzeum) zaměřený na problematiku prvního a druhého národního odboje.
Komunistický převrat v únoru 1948 znamenal další zlom v historii ústavu. Nový politický režim pohlížel s odporem nejen na legionářské tradice I. odboje, ale i na účast čs. vojáků v bojích na západní frontě během 2. světové války (II. odboj). Stejně jako v celé společnosti prošel také VHÚ důkladnou personální čistkou. Z nositele legionářských tradic se, pod vedením Hlavní politické správy ČSLA, VHÚ stal v čs. armádě ideologickým pracovištěm Komunistické strany Československa.
Odklon od komunistické ideologie a od marxisticko-leninského výkladu dějin a úsilí pravdivěji vyložit novodobou historii Československa v krátkém období druhé poloviny 60. let měl po vpádu vojsk Varšavského paktu v srpnu 1968 za následek nové rozsáhlé čistky v celém ústavu. Řada pracovníků včetně odborně nejschopnějších byla propuštěna a Vojenský historický ústav se opět stal ideologickou institucí.
Vědeckovýzkumnou práci týkající se vojenské historie odsunulo nové velení ústavu do pozadí ve prospěch sociálně politických výzkumů. Také muzea postupně omezovala svoji odbornou a vědeckou činnost a plnila převážně společenskou objednávku ve formě angažovaných výstav.

### Po roce 1989
Pádem komunistického režimu se před VHÚ otevřela možnost reformovat se ve skutečnou vědeckou instituci zabývající se vojenskou historií a vojenským uměním s těsnými vazbami na obdobná zařízení stojící mimo armádu.
Po listopadu 1989 prošel ústav zásadní restrukturalizací. V březnu 1990 byl Vojenský historický ústav zrušen a na jeho základě zřízen Historický ústav Československé armády. V souvislosti s rozpadem společného státu došlo ke změně názvu instituce na Historický ústav Armády České republiky. Od 1. dubna 2003 se instituce vrátila k tradičnímu názvu Vojenský historický ústav.
Klíčovým vědeckým pracovištěm se stal znovu vytvořený Památník dějin národního odboje (od r. 1992 Památník odboje), zabývající se hlavním a profilujícím tématem ústavu – výzkumem dějin politického i vojenského odboje v letech první a druhé světové války. Základní vědecký výzkum byl zaměřen také na období a procesy bezprostředně předcházející a následující prvnímu a druhému odboji a procesy nerozlučně spjaté s odbojem.
Zásadním způsobem se také rozšířily muzejní složky VHÚ: především jde o vznik Vojenského technického muzea Lešany a rozvoj expozic Leteckého muzea Kbely. V roce 2011 byla také otevřena další expozice, tzv. Císařská zbrojnice ve Schwarzeberském paláci na Pražském hradě.

## Muzejní a výstavní složky Vojenského historického ústavu Praha

### Armádní muzeum Žižkov

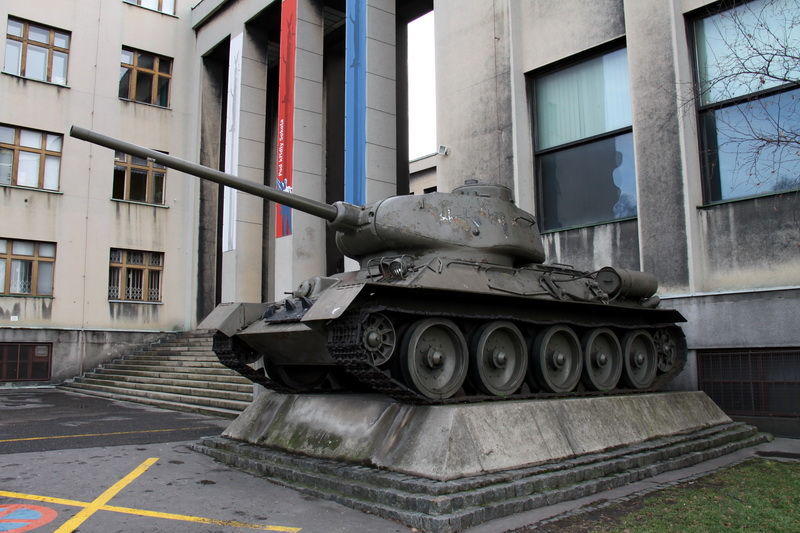
Armádní muzeum Žižkov

Armádní muzeum je umístěno v Praze na Žižkově v historických budovách Památníku osvobození. Expozice muzea je rozčleněna do sedmi základních celků, které chronologicky pokrývají období od 6. století po současnost. Vedle zbraní je zde vystavena řada unikátních dobových stejnokrojů, praporů, řádů, vyznamenání a rovněž osobních památek na čs. prezidenty a přední představitele čs. armády.

### Letecké muzeum Kbely

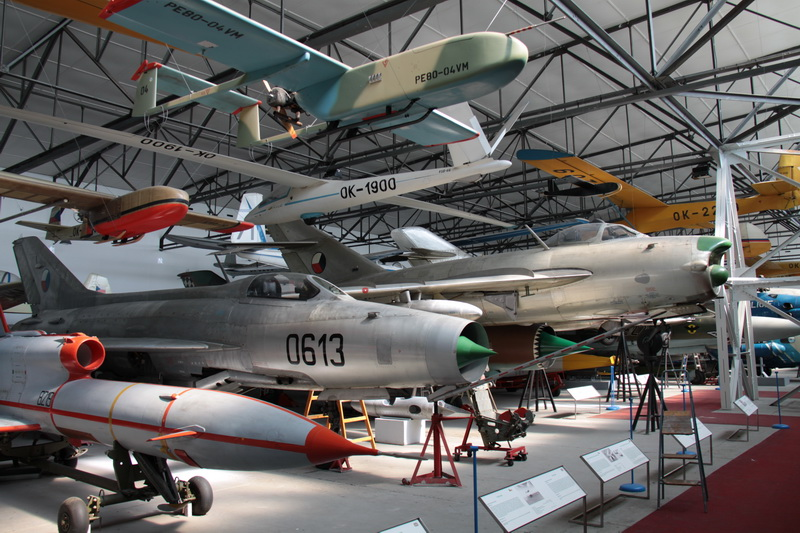
Letecké muzeum Kbely

Muzeum bylo založeno v roce 1968 v areálu historického vojenského letiště Praha-Kbely, které bylo první leteckou základnou vybudovanou po vzniku Československa v roce 1918. Početností a kvalitou sbírek patří k největším leteckým muzeím v Evropě. V současnosti má ve sbírkách 275 letadel, z nichž 85 je vystaveno ve čtyřech krytých halách, 25 v nekrytých expozičních prostorech, 155 je uloženo v depozitářích a 10 letuschopných je provozováno. Řada letounů patří ke světovým unikátům. Expozice muzea se vztahuje bezprostředně k historii československého a českého letectví, zvláště vojenského. Pro srovnání jsou zde vystaveny také vybrané typy světově významných letadel a kromě toho i množství leteckých motorů, součásti draků letounů, výzbroj, výstroj, stejnokroje, prapory, vyznamenání a další památky, které se vztahují k historii československého a českého letectví.

### Vojenské technické muzeum Lešany

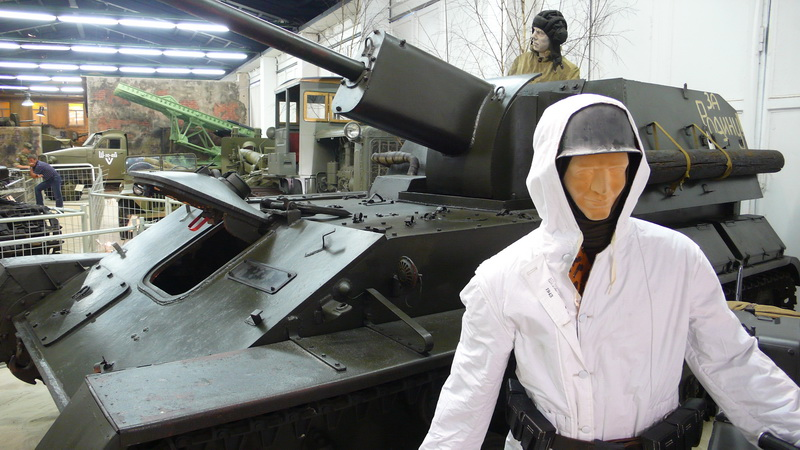
Vojenské technické muzeum Lešany

Mezi obcemi Krhanice a Lešany u Týnce nad Sázavou, v prostoru bývalých dělostřeleckých kasáren, se od roku 1996 nachází expozice Vojenského technického muzea Vojenského historického ústavu Praha. V současné době ji tvoří více než 700 historických tanků, kanonů, motocyklů, obrněných, nákladních a osobních vojenských vozidel, raketová technika, spojovací a ženijní prostředky a logistický materiál pocházející z období od roku 1890 až do současnosti.
Sbírky jsou široké veřejnosti prezentovány v deseti halách, pod šesti přístřešky a na volném prostranství. Rozsahem a složením svých sbírek, v nichž je zastoupen nejeden světový unikát, se toto muzeum řadí mezi nejvýznamnější evropské instituce svého druhu. Unikátní je zejména sbírka československých vojenských dopravních prostředků (tanků, motocyklů, nákladních a velitelských automobilů) z období let 1918–1939 a kolekce kanonů systému Škoda. Z období studené války patří mezi jedinečné exponáty raketová technika a také tanky (jak z výzbroje Varšavské smlouvy, tak z výzbroje NATO). Expozičním pojetím se muzeum hlásí k moderním trendům prezentace sbírek technické povahy. Vzorem jsou od samého počátku britská muzea, která udávají tón současnému vývoji v této oblasti muzejnictví. Každoroční obměna i poutavé představování exponátů v pohybu a postupné zdokonalování výstavních prostor muzea tak návštěvníkům umožňuje lépe nahlédnout do tajů nejen čs. historické vojenské techniky. V rámci jarního zahájení výstavní sezony probíhají každoročně v muzejní aréně akce s prezentací historické techniky v pohybu. Největší událostí roku bývají tzv. Tankové dny, které se konají vždy poslední srpnovou sobotu.

### Ostatní expozice VHÚ Praha

#### Císařská zbrojnice – Schwarzenberský palác

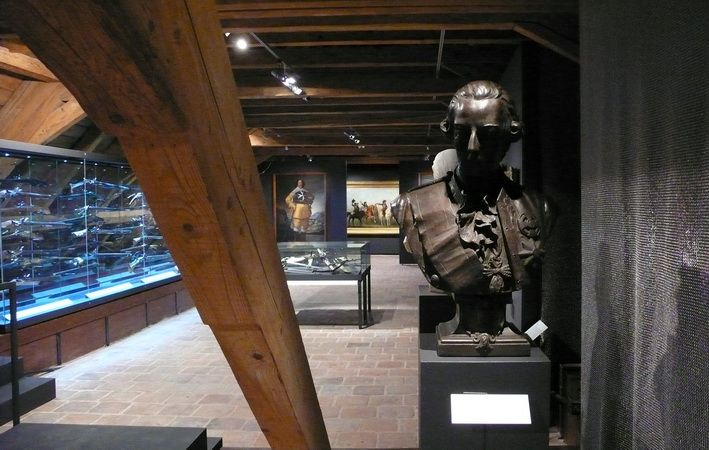
Císařská zbrojnice - Schwarzenberský palác

Expozice byla umístěna ve Schwarzenberském paláci na Hradčanech v letech 2011–2019 a obsahovala sbírku zbraní, zbroje a uměleckých děl z období od 15. století do poloviny 19. století. Tvořilo jí přes 550 předmětů, které pocházejí především z období, kdy České země patřily k habsburskému císařskému trůnu – odtud také název.

#### Muzeum Hradní stráže
Ve věži Mihulka (Prašné věži) na Pražském hradě se nachází expozice mapující vývoj českých vojenských jednotek střežících Pražský hrad od nejstarších dob do současnosti. Akcent je položen na období posledních téměř sta let – tedy na existenci Hradní stráže.

#### Národní památník hrdinů heydrichiády
V pravoslavném chrámu sv. Cyrila a Metoděje v Resslově ulici v Praze čeká návštěvníky stálá expozice věnovaná Operaci Anthropoid. Národní památník hrdinů heydrichiády tvoří pravoslavný kostel sv. Cyrila a Metoděje, krypta pod kostelem – pietní místo, stálá expozice v hale a přednášková síň s promítáním.